# Batalla de Tarento (209 a. C.)
La segunda batalla de Tarento fue un enfrentamiento que tuvo lugar en el año 209 a. C., durante la segunda guerra púnica, entre Cartago y la República romana. El ejército de la República romana, comandado por Quinto Fabio Máximo, recapturó la ciudad de Tarento, que estaba defendida por una guarnición de tarentinos, brucios y cartagineses bajo mando de un lugarteniente de Aníbal llamado Cartalón. La ciudad les había traicionado en la anterior batalla de Tarento del año 213 a. C.. Desde su captura en el 213 a. C. por los cartagineses, los romanos habían conseguido retener el control de la ciudadela donde resistieron cerca de cuatro años bajo mando de Marco Livio, hasta que las tropas de Fabio Máximo recapturaron el resto de la ciudad.
En esta ocasión fueron los soldados de origen brucio de la guarnición, los que traicionaron a los cartagineses y ayudaron a los romanos a entrar en la ciudad.

## El plan de ataque romano
Los nuevos cónsules elegidos para ese año resultaron ser Fabio Máximo y Quinto Fulvio Flaco. Nada más acceder al cargo se reorganizó el dispositivo de ejércitos romanos que operaba en el sur de Italia. Estos quedaron integrados por el mismo ejército que el año anterior operó en Apulia, bajo mando de Marco Claudio Marcelo, un segundo contingente traído desde Etruria, que se desplazaría a Lucania comandado por el cónsul plebeyo Fulvio Flaco, y un tercer ejército traído desde Sicilia que operaría en el Salentino a las órdenes del cónsul Fabio Máximo. Adicionalmente el procónsul Levino, que actuaba en Sicilia, envió desde la isla a la ciudad de Regio, situada en el suroeste de la península itálica, un contingente mercenario de 8.000 hombres.
La idea de Fabio consistía en organizar ataques de diversión que atrajeran la atención de Aníbal, mientras él atacaba Tarento con su propio ejército. Para tal plan envió una carta a Marco Claudio Marcelo ordenándole endurecer sus operaciones contra Aníbal. Simultáneamente se dio instrucciones para que los 8.000 mercenarios comenzasen a asolar las comarcas del Brucio próximas a la ciudad de Caulonia, culminando finalmente con un asedio sobre la población. Quinto Fulvio Flaco por su parte comenzó a operar en los Hirpinos y norte de Lucania contra las poblaciones rebeldes que permanecían en la órbita púnica. El ejército de Fabio por su parte inició sus operaciones en el Salentino contra la ciudad de Manduria, situada muy cerca de Tarento.

## La toma de la ciudad
Desde el final de la campaña anterior, Marcelo permanecía en Apulia junto al ejército de Aníbal, marcándolo muy de cerca. De hecho solo abandonó el mando unos días para ir a Roma a organizar las elecciones consulares, retornando al frente de inmediato. Estando en las cercanías de Canusio, los hombres de Marcelo comenzaron la persecución del ejército cartaginés, dándole alcance y combatiendo con él durante tres días en la llamada batalla de Ásculo o Canusio. Tras el fuerte desgaste sufrido por ambos ejércitos, objeto de discusión de los historiadores, Tito Livio afirma que Aníbal se replegó al Brucio. Dicho combate tuvo lugar en la primavera.
La siguiente acción conocida es la llegada de Aníbal con sus hombres a Caulonia, donde consigue arrinconar las tropas mercenarias en una colina, donde finalmente se rinden. Este tiempo es aprovechado por Fabio que inicia el asedio de la ciudad de Tarento. Tras seis días, de acuerdo a Plutarco, y gracias a la traición de un brucio, lanza un asalto simultáneo desde el mar, por tierra desde el exterior de la ciudad y desde la propia ciudadela cuya posesión conservaban los romanos, logrando ocupar toda la población aniquilando la guarnición cartaginesa.
Aníbal se dirigía a marchas forzadas en socorro de la ciudad cuando estando a un día escaso de llegar, recibe la noticia de que la ciudad ha caído. Se detiene cerca de la misma y trata de emboscar a Fabio Máximo enviándole una carta falsa en la que le ofrecían la entrega de la ciudad de Metaponto por traición, para lo cual debía dirigirse a una cita con los conspiradores. Sospechando de la misma, decide no acudir, evitando de ese modo la venganza púnica.
- Datos: Q2632506